# Thanatus bungei
Thanatus bungei är en spindelart som först beskrevs av Kulczynski 1908.  Thanatus bungei ingår i släktet Thanatus och familjen snabblöparspindlar. Inga underarter finns listade i Catalogue of Life.